# Venture Debt
Venture Debt (również nazywany Venture Loan, Dług wzrostowy, Venture Lending) to forma finansowania dłużnego udzielanego istniejącym startupom. Zazwyczaj jest to pożyczka bullet (pożyczka spłacana na koniec okresu) lub finansowanie na specjalnych warunkach, oferowane przez wyspecjalizowane banki, instytucje finansowe lub fundusze. Takie pożyczki są często wykorzystywane do finansowania kapitału obrotowego lub inwestycji w trwałe aktywa, takie jak sprzęt czy infrastruktura.
W przeciwieństwie do tradycyjnych kredytów bankowych, które opierają się na dodatnich przepływach pieniężnych lub istotnych zabezpieczeniach, venture debt jest skierowany do firm w fazie wzrostu, wspieranych przez venture capital, które często jeszcze nie generują zysków lub nie posiadają wystarczających zabezpieczeń. Wyższe ryzyko dla pożyczkodawcy jest rekompensowane przez stosunkowo wysokie oprocentowanie (od 8% do 20% rocznie) oraz dodatkowe elementy zysku, takie jak warranty (opcje nabycia udziałów w firmie).

## Wielkość rynku i dynamika sektora
Zazwyczaj venture debt udziela się dojrzalszym startupom, które działają na rynku od trzech do czterech lat, generują już solidne przychody i posiadają pewną zdolność kredytową.
W Stanach Zjednoczonych venture debt jest często traktowany jako uzupełnienie venture capital i zazwyczaj stanowi około jednej trzeciej do połowy inwestowanego kapitału własnego. Szacuje się, że globalny rynek venture debt osiąga wartość kilku miliardów dolarów rocznie.
Rosnące zainteresowanie venture debt w Europie jest wspierane m.in. przez rosnącą liczbę skutecznie finansowanych startupów i coraz większy profesjonalizm uczestników rynku.